# 귀금속

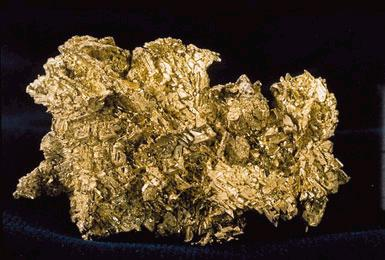
금덩이

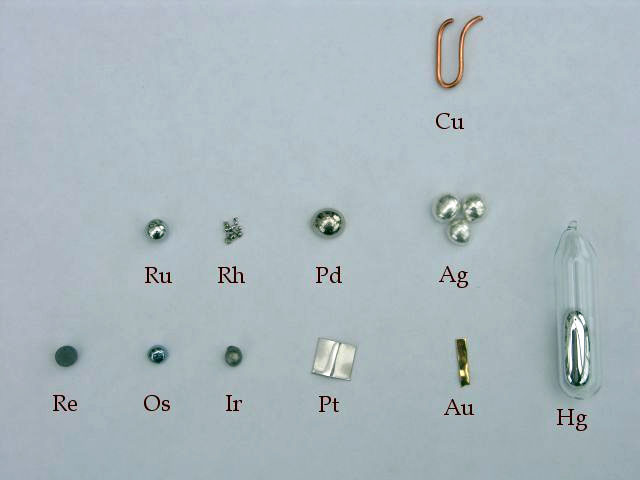
귀금속 원소들을 선별한 모습: 금, 은, 백금, 팔라듐, 구리, 루테늄, 로듐, 레늄, 오스뮴, 이리듐, 수은. 이들은 주기율표 상의 위치에 따라 표시되고 배열되어 있다.

귀금속은 희귀하며 자연적으로 발생하는 금속 화학 원소로, 경제적 가치가 높다. 귀금속, 특히 귀금속은 대부분의 원소보다 부식에 강하고 화학 반응성이 낮다. 이들은 일반적으로 연성이 뛰어나며 높은 광택을 지닌다. 역사적으로 귀금속은 통화로서 중요했지만, 현재는 주로 투자 및 산업 원료로 간주된다. 금, 은, 백금, 팔라듐은 각각 ISO 4217 통화 코드를 가지고 있다.
가장 잘 알려진 귀금속은 금과 은으로 이루어진 주화 금속이다. 이 둘은 산업적 용도가 있지만, 예술, 주얼리, 주화 제작에 더 잘 알려져 있다. 다른 귀금속으로는 백금족 원소인 루테늄, 로듐, 팔라듐, 오스뮴, 이리듐, 백금이 있으며, 이 중 백금이 가장 널리 거래된다.
귀금속에 대한 수요는 실용적인 용도뿐만 아니라 투자 및 가치 저장의 역할에서도 비롯된다. 역사적으로 귀금속은 일반 산업 금속보다 훨씬 높은 가격을 유지해왔다.

## 불리언

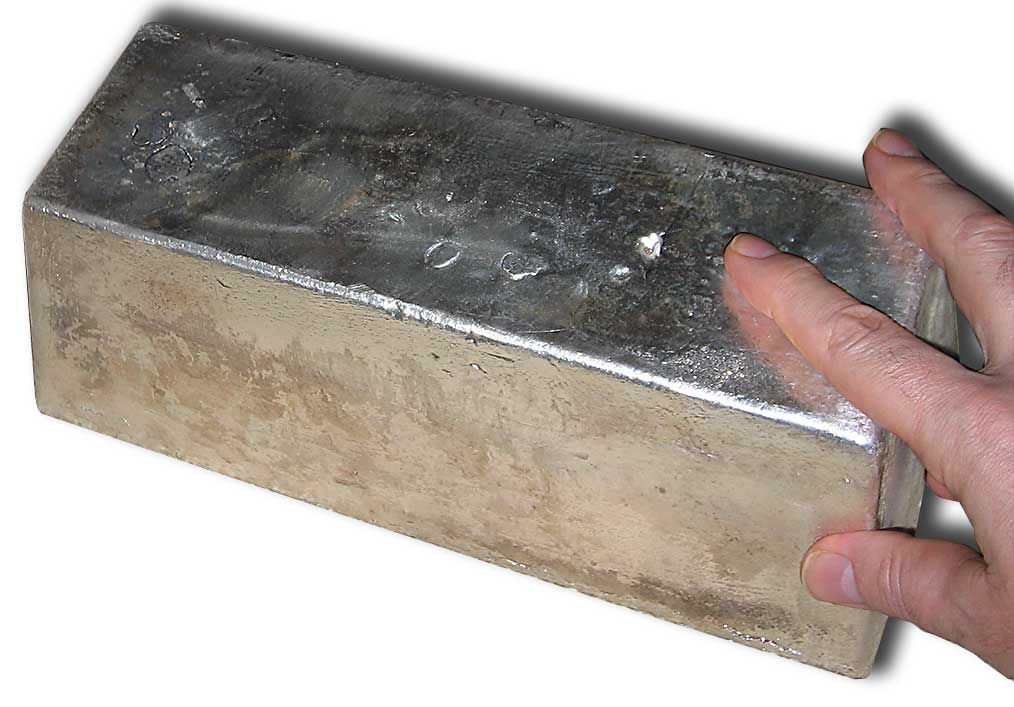
1,000 온스 은괴

금속이 희귀하면 귀금속으로 간주된다. 그러나 새로운 광원의 발견이나 채굴 또는 정제 공정 개선으로 인해 귀금속의 가치가 감소할 수 있다. "귀금속"의 지위는 높은 수요나 시장 가치에 의해서도 결정될 수 있다. 대량 형태의 귀금속은 불리언으로 알려져 있으며 상품 시장에서 거래된다. 불리언 금속은 주괴로 주조되거나 주화로 주조될 수 있다. 불리언의 결정적인 특징은 돈처럼 액면가가 아닌 질량과 순도에 따라 가치가 매겨진다는 점이다.

### 순도와 질량

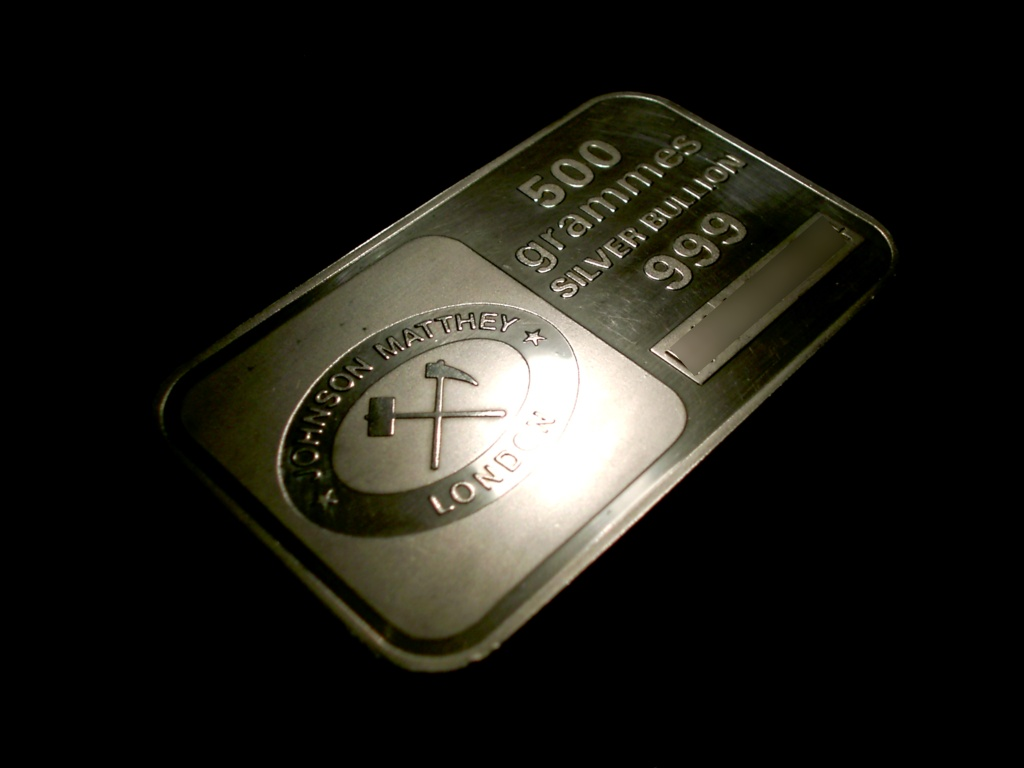
존슨 매티에서 생산한 500g 은괴

순도 수준은 발행물마다 다르다. "순도 99.9%"(99.9%)가 일반적이다. 가장 순수한 대량 생산 불리언 주화는 캐네이디언 골드 메이플 리프 시리즈로, 99.999%의 순도에 이른다. 100% 순수 불리언은 거의 불가능하다. 불순물의 비율이 줄어들수록 금속을 더 정제하기가 점점 더 어려워지기 때문이다. 역사적으로 주화는 특정 양의 합금 무게를 가졌으며, 순도는 지역 표준에 따랐다. 크루거랜드는 "순금"을 측정하는 최초의 현대적 사례이다. 즉, 적어도 11/12 순금의 트로이 온스를 적어도 12⁄11 포함해야 한다. 다른 불리언 주화(예: 영국 소브린)는 주화에 순도나 순금 무게를 표시하지 않지만, 그 구성은 인정되고 일관적이다. 많은 주화는 역사적으로 통화 단위로 디노미네이션을 표시했다(예: 미국 더블 이글: 20달러).

### 주화

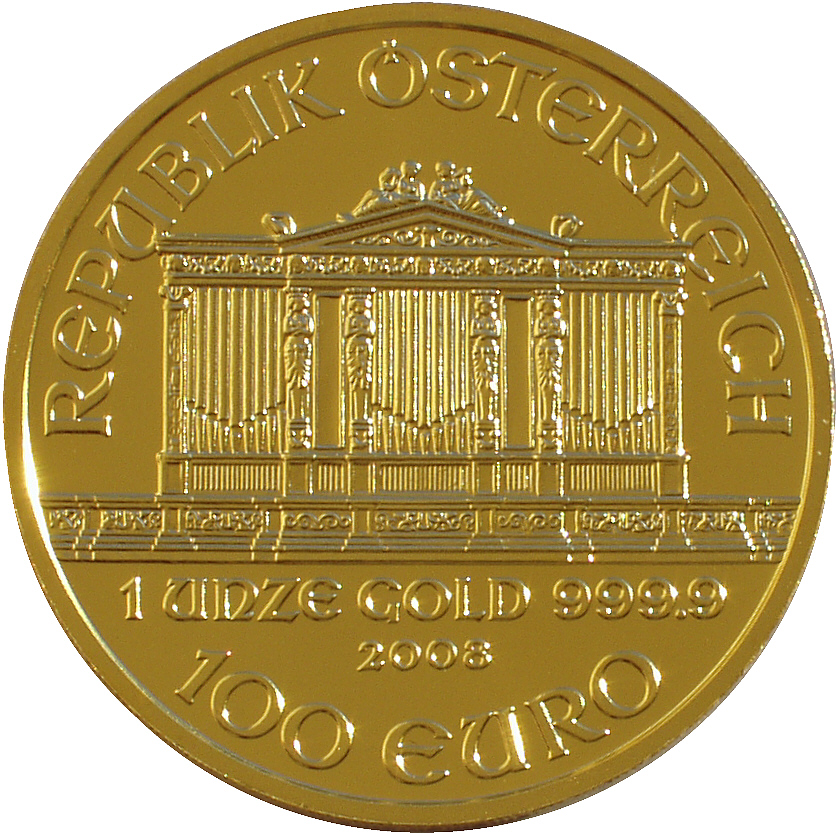
1온스 빈 필하모니 금화

많은 국가에서 지금형 주화를 주조한다. 명목상 법정 통화로 발행되지만, 이 주화들의 통화로서의 액면가는 불리언으로서의 가치보다 훨씬 낮다. 예를 들어, 캐나다는 2022년 1월 현재 1트로이 온스(31.1035g)의 금을 포함하고 액면가 50달러인 금 지금형 주화(골드 메이플 리프)를 주조한다. OANDA 역사 환율에 따르면, 2009년 7월 USD 대 CAD 환율은 평균 1.129였다. 1,075달러라는 수치가 언제 정확히 결정되었는지는 알 수 없지만, 당시의 합리적인 가치로 간주될 수 있다. 국립 조폐국에 의한 지금형 주화 주조는 불리언 가치 외에도 일부 화폐적 가치를 부여하며, 순도를 인증한다.

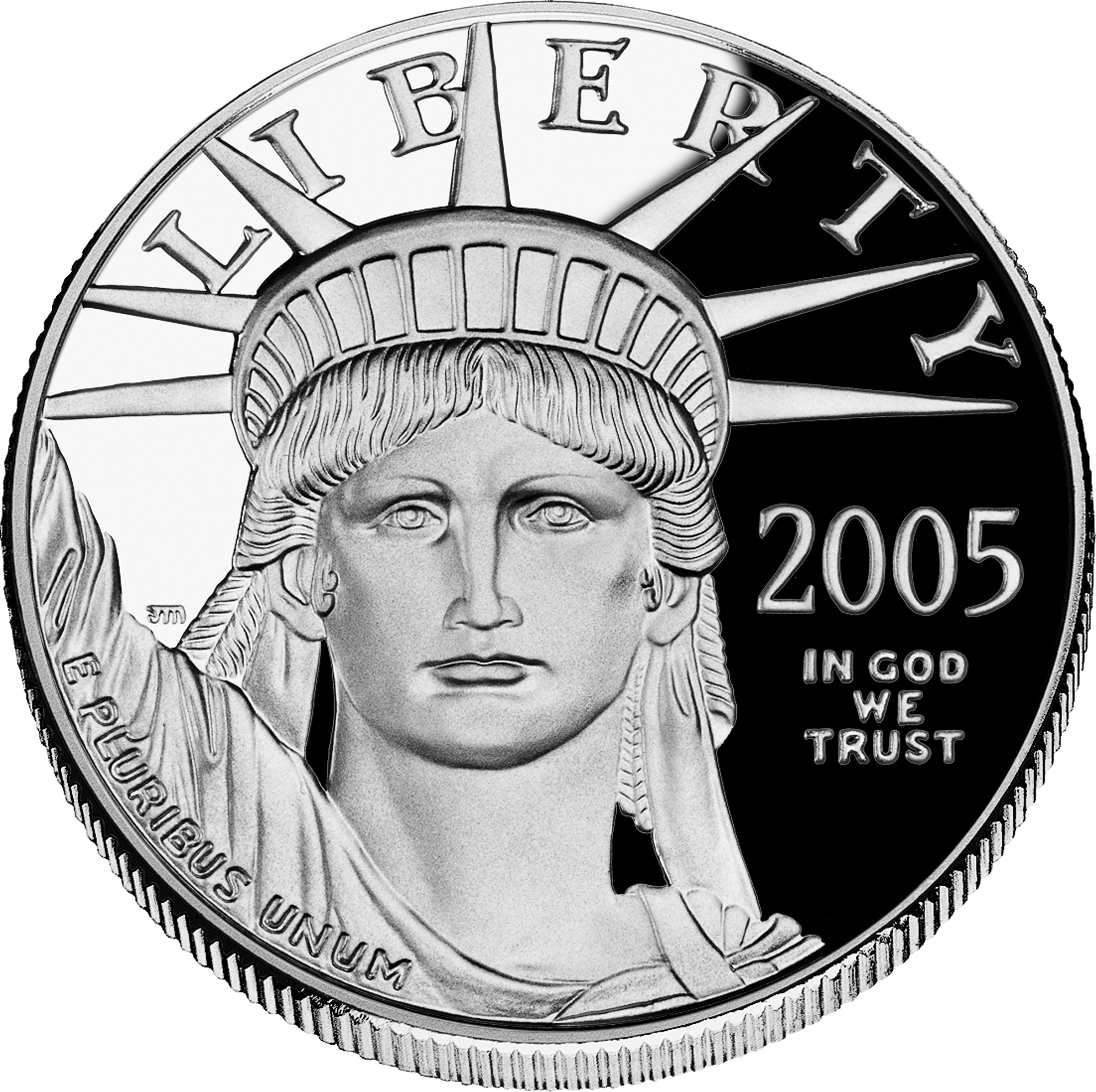
아메리칸 플래티넘 이글 불리언 주화

세계에서 가장 큰 불리언 주화 중 하나는 호주에서 주조된 10,000달러 오스트레일리아 금덩이 주화로, 99.9% 순금 1kg으로 구성되어 있다. 2012년, 퍼스 민트(Perth Mint)는 99.99% 순금 1톤 주화를 액면가 $100만 AUD로 생산했으며, 이는 금 가치가 약 $5,000만 AUD에 달하는 세계 최대 주화이다. 중국은 8kg 이상의 금이 들어간 주화를 매우 제한된 수량(20개 미만 주조)으로 생산했다. 오스트리아는 31kg의 금이 들어간 주화(2004년 주조된 빈 필하모니 주화로 액면가 100,000유로)를 주조했다. 99.999% 순수 1온스 캐네이디언 골드 메이플 리프 시리즈를 홍보하기 위해 2007년 로열 캐나다 민트는 100kg 99.999% 금 주화를 액면가 $100만 달러로 제작했으며, 현재는 주문 제작을 하고 있지만 금 시장 가치에 상당한 프리미엄이 붙는다.
짐바브웨 준비은행은 금 함량의 시장 가치로 법정 통화로 인정되는 금화인 모시 오아 툰야를 주조한다.

### 경제적 용도
금과 은, 그리고 때로는 다른 귀금속들은 종종 인플레이션과 경제 불황에 대한 방어 자산으로 여겨진다. 은화는 상대적으로 저렴하기 때문에 수집가들 사이에서 인기가 있으며, 시장 가치에 따라 가치가 매겨지는 대부분의 금 및 백금 발행물과는 달리, 은 발행물은 수집품으로서 그 가치가 불리언 가치보다 훨씬 높게 평가되는 경우가 많다.

### 산업적 용도
백금과 팔라듐은 수소화 반응 및 배기가스 감소용 촉매 변환기의 핵심 촉매이며, 금은 안정성 때문에 산화 반응 및 나노기술에 사용된다. 백금족 금속(PGMs)은 수세기 동안 황산 및 질산 생산에 사용되어 왔다. 또한, 금과 은 나노입자는 바이오센서 및 태양 전지에 사용되어 지속 가능한 기술에서의 가치를 강조한다.

## 알루미늄
알루미늄은 지금은 흔하지만 1800년대 후반까지는 귀금속으로 여겨졌다. 알루미늄은 지구 지각에서 세 번째로 풍부한 원소이자 가장 풍부한 금속이지만, 처음에는 다양한 비금속 광석에서 금속을 추출하는 것이 매우 어려웠다. 금속을 정제하는 데 드는 막대한 비용으로 인해 소량의 순수 알루미늄이 금보다 더 가치 있게 되었다. 1855년 1855년 만국 박람회에서 알루미늄 막대가 전시되었고, 나폴레옹 3세의 가장 중요한 손님들은 알루미늄 식기를 받았고, 덜 중요한 손님들은 그저 은으로 식사를 했다. 1884년, 워싱턴 기념탑의 피라미드형 꼭대기돌은 순수 알루미늄 100온스로 주조되었다. 당시 알루미늄은 은만큼 비쌌다. 런던의 피카딜리 서커스에 있는 샤프츠버리 기념 분수(1885~1893) 꼭대기의 안테로스 동상도 주조 알루미늄으로 만들어졌다. 그러나 시간이 지남에 따라 금속 가격은 하락했다. 1882년 상업용 전력 생산의 시작과 1886년 홀-에루 공정의 발명으로 인해 알루미늄 가격은 단기간에 크게 하락했다.

## 대략적인 세계 시장 가격 ($/kg)

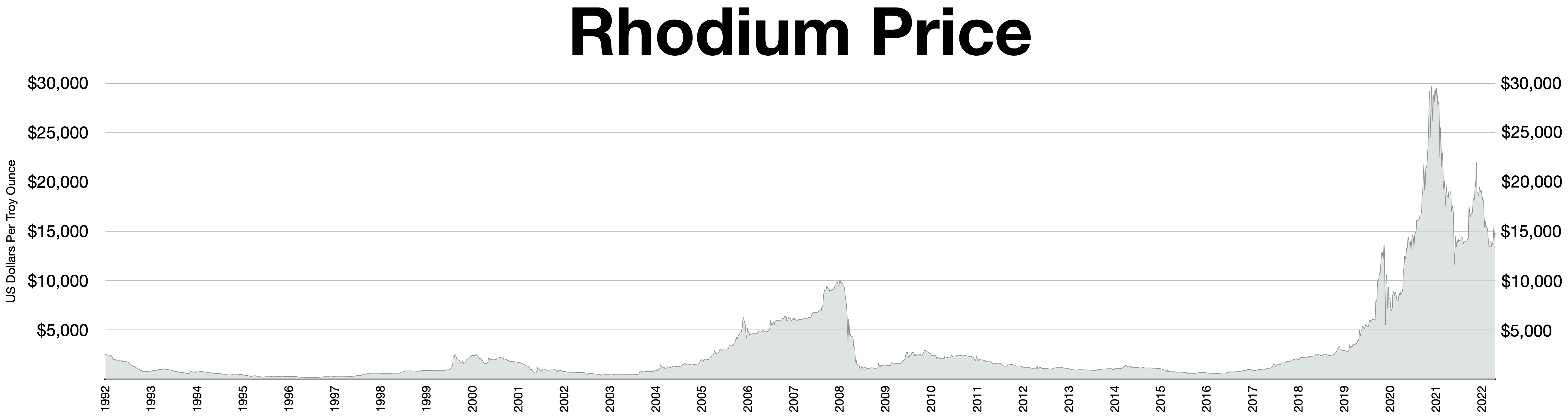
로듐 일일 가격 1992-2022

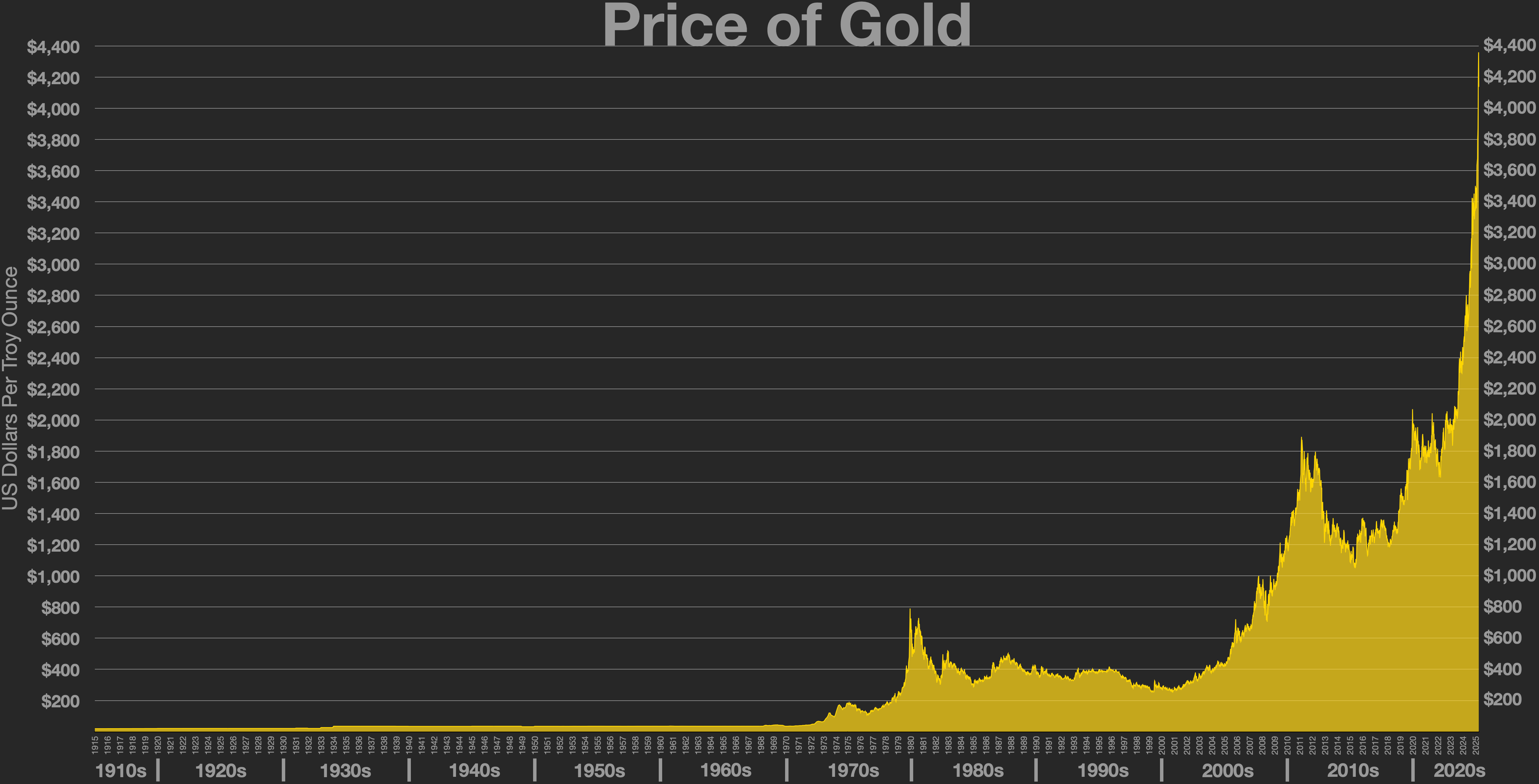
금 가격 1915-2022

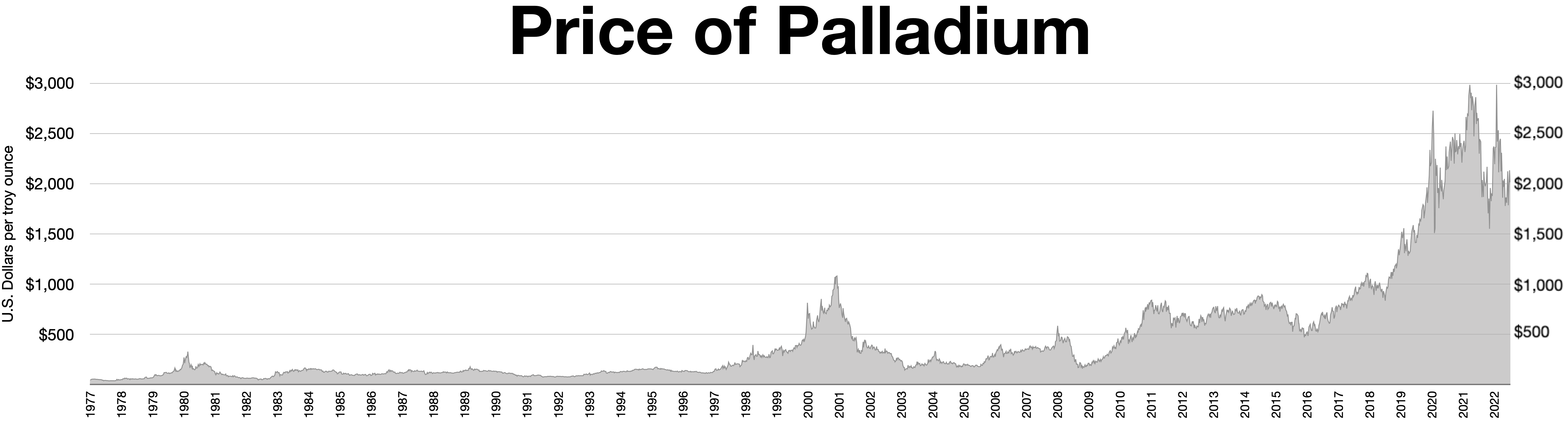
팔라듐 가격 1977-2022

| 금속     | 금속 | 질량 존재비 (ppb) | 금속 가격 (US$/kg) | 금속 가격 (US$/kg) | 금속 가격 (US$/kg) | 금속 가격 (US$/kg) | 금속 가격 (US$/kg) | 금속 가격 (US$/kg) |
| 이름     | 기호 | 질량 존재비 (ppb) | 2009년 4월 10일    | 2009년 7월 22일    | 2010년 1월 7일     | 2014년 12월 31일   | 2018년 7월 16일    | 2023년 3월 2일     |
| -------- | ---- | ----------------- | ------------------ | ------------------ | ------------------ | ------------------ | ------------------ | ------------------ |
| 루테늄   | Ru   | 1                 | 2,290              | 2,730              | 5,562              | 1,865              | 8,423              | 14,950             |
| 로듐     | Rh   | 1                 | 39,680             | 46,200             | 88,415             | 39,641             | 77,804             | 302,220            |
| 팔라듐   | Pd   | 15                | 8,430              | 8,140              | 13,632             | 25,559             | 32,205             | 46,440             |
| 은       | Ag   | 75                | 437                | 439                | 588                | 441                | 556                | 670                |
| 인듐     | In   | 50                |                    |                    | 520                |                    |                    |                    |
| 텔루륨   | Te   | 1                 |                    |                    | 158.70             |                    |                    |                    |
| 레늄     | Re   | 0.7               | 7,400              | 7,000              | 6,250              | 2,425              |                    |                    |
| 오스뮴   | Os   | 1.5               | 13,400             | 12,200             | 12,217             | 12,217             |                    |                    |
| 이리듐   | Ir   | 1                 | 14,100             | 12,960             | 13,117             | 15,432             | 46,940             | 147,890            |
| 백금     | Pt   | 5                 | 42,681             | 37,650             | 87,741             | 38,902             | 28,960             | 31,010             |
| 금       | Au   | 4                 | 31,100             | 30,590             | 24,317             | 38,130             | 43,764             | 59,040             |
| 수은     | Hg   | 85                |                    | 18.90              | 15.95              |                    |                    |                    |
| 비스무트 | Bi   | 8.5               |                    | 15.40              | 18.19              |                    |                    |                    |

## 같이 보기
- 연금술
- 보석
- 금 투자
- 홀마크
- 불리언 딜러 목록
- 부족에 직면한 원소 목록
- 화폐로서의 금속
- 금속 분석
- 귀금속 (화학)
- 팔라듐 투자
- 백금 투자
- 은 투자
- 귀금속 합성 (귀금속 변환)
- 귀금속 과세
- 트로이 무게